# Wrede (1706)
Wrede var en svensk galär som tjänstgjorde vid Göteborgseskadern. Fartyget deltog i slaget vid Dynekilen nära Strömstad 27 juni 1716, då schoutbynacht Olof Strömstierna ledde striden från fartyget. Galären sänktes under striden, men bärgades senare.
I maj 1717 deltog fartyget i striderna vid amiral Tordenskjolds anfall mot Nya Varvet i Göteborg.
Sommaren 1719 deltog galären i striderna då samma amiral anföll fästningen Nya Älvsborg, bland annat genom att förse fästningen med förstärkningar. Galären sänktes slutligen av danskarna i hamnbassängen på Nya Varvet, vid Tordenskjolds sista anfall mot varvsområdet den 27 september 1719.
I samband med skeppsbyggmästare Gilbert Sheldons genomgång av varvsanläggningarna i Göteborg 1750, var ett av förbättringsförslagen att den sänkta galären Wrede skulle tas upp.